# Linothele mubii
Espèce
Linothele mubii est une espèce d'araignées mygalomorphes de la famille des Dipluridae.

## Distribution
Cette espèce est endémique du Pérou. Elle se rencontre dans les régions d'Apurímac et de Cuzco.

## Description
La femelle holotype mesure 25,46 mm.

## Systématique et taxinomie
Cette espèce a été décrite par Nicoletta, Ochoa, Chaparro et Ferretti en 2022.

## Étymologie
Cette espèce est nommée en l'honneur du Museo de Biodiversidad del Perú (MUBI).

## Publication originale
- Nicoletta, Ochoa, Chaparro & Ferretti, 2022 : « A new species of Linothele (Araneae: Dipluridae) from Peru. » Zoosystematica Rossica, vol. 31, no 1, p. 134-142.